# Cirrhipathes
Cirrhipathes is een geslacht van neteldieren uit de klasse van de Anthozoa (bloemdieren).

## Soorten
- Cirrhipathes anguina (Dana, 1846)
- Cirrhipathes contorta van Pesch, 1910
- Cirrhipathes densiflora Silberfeld, 1909
- Cirrhipathes diversa Brook, 1889
- Cirrhipathes flagellum Brook, 1889
- Cirrhipathes gardineri Cooper, 1903
- Cirrhipathes hainanensis Zou & Zhou
- Cirrhipathes indica Summers, 1910
- Cirrhipathes musculosa van Pesch, 1910
- Cirrhipathes nana van Pesch, 1910
- Cirrhipathes propinqua Brook, 1889
- Cirrhipathes rumphii van Pesch, 1910
- Cirrhipathes secchini Echeverria, 2002
- Cirrhipathes sinensis Zou & Zhou, 1984
- Cirrhipathes spiralis (Linnaeus, 1758)
- Cirrhipathes translucens van Pesch, 1910